# Rinder & Lewis
Laurin Martin Rinder (* 3. April 1943 in Los Angeles, Kalifornien) und William Michael Lewis waren ein US-amerikanisches Produzenten-Duo. Daneben traten sie auch als Musiker und Komponisten sowohl unter dem Namen Rinder & Lewis wie auch unter den Projekt-Namen El Coco, Le Pamplemousse oder In Search of Orchestra auf. Ihre größten Erfolge feierten sie in den 1970er Jahren während der Disco-Ära.

## Karriere
Die Session-Musiker Laurin Rinder und W. Michael Lewis taten sich Mitte der 1970er Jahre als Produzententeam zusammen. Bei dem Plattenlabel Avi veröffentlichten sie bis Anfang der 1980er Jahre weit über 20 Alben mit Disco-Musik. Diese erschienen nicht nur unter dem Duo-Namen Rinder & Lewis, sondern auch unter gesichtslosen Projektnamen wie El Coco (ab 1975), Le Pamplemousse (ab 1976), In Search of Orchestra und Discognosis (1977). Hierfür engagierten sie diverse Studio-Musiker. Im Gegensatz dazu bestanden die ebenfalls von Rinder & Lewis produzierten Gruppen Saint Tropez und Tuxedo Junction (beide ab 1977) aus festen Mitgliedern, die auch live auftraten.
Zu den zahlreichen Hits, die von Rinder & Lewis produziert wurden, zählen unter anderem Brazil (1975), Let's Get It Together (1976) und Cocomotion (1977) von El Coco sowie Le Spank (Le Pamplemousse, 1977), Je t'aime (Saint Tropez, 1977) und Chattanooga Choo Choo (Tuxedo Junction, 1978). Mit dem Ende der Disco-Ära Anfang der 1980er Jahre sank auch die Erfolgskurve des Produzententeams.
Nach 1982 beschloss Rinder seine Musikkarriere aufzugeben, um fortan als Fotograf und Maler zu arbeiten. Hier ist er noch heute tätig. Lewis wiederum blieb der Musikbranche treu und arbeitet weiterhin als Session-Musiker.

## Diskografie

### Alben (Rinder & Lewis)
Avi Records
- 1977: Seven Deadly Sins
- 1979: Warriors
- 1980: Cataclysm
- 1982: Full Circle
- 1982: Half Circle

### Alben (El Coco)
Avi Records
- 1975: Brazil
- 1975: Mondo Disco
- 1976: Let's Get It Together
- 1977: Cocomotion
- 1978: Dancing in Paradise
- 1980: Revolución
- 1982: El Coco

### Alben (Le Pamplemousse)
Avi Records
- 1976: Le Pamplemousse
- 1977: Le Spank
- 1978: Sweet Magic
- 1979: Planet of Love / You Can Get Off on the Music
- 1980: Le Pamplemousse
- 1981: My Love Is Burning Up
- 1982: Back Streets (Compilation)
- 1984: Put Your Love Where Your Mouth Is (produziert von Lenny Macaluso und Merria Ross)

### Alben (In Search of Orchestra)
Avi Records
- 1977: In Search of...